# Ilià Ehrenburg
Ilià Ehrenburg (rus: Илья Григорьевич Эренбург)  (Kíiv, 14 de gener de 1891 (Julià) - Moscou, 31 d'agost de 1967), nom complet amb patronímic Ilià Grigórievitx Ehrenburg (rus: Илья́ Григо́рьевич Эренбу́рг AFI /ɪˈlʲjæ ɡrʲɪˈɡorʲjɪvɪtɕ ɪrʲɪnˈburk/ ( ? i  escolteu-ne la pronunciació en rus), de vegades transcrit i transliterat com a Erenburg fou un escriptor, poeta, assagista, periodista, traductor de francès i castellà, activista social i fotògraf rus. En 1908-1917 i 1921-1940 va estar-se a l'exili, i des del 1940 va viure a la Unió Soviètica.
És un dels autors més productius i més prolífics de la Unió Soviètica i va publicar al voltant d'un centenar de llibres. Ehrenburg és conegut sobretot com a escriptor de novel·les i periodista i es va donar a conèixer, sobretot com a reporter i en part propagandista en tres guerres (Primera Guerra Mundial, Guerra Civil espanyola i sobretot especialment la Segona Guerra Mundial). Els seus articles de propaganda sobre la Segona Guerra Mundial van desencadenar posteriorment violents debats i polèmiques a Alemanya Occidental, sobretot en la dècada del 1960. La seva novel·la Desglaç rus: Оттепель Óttepel va donar nom a tota una època de la política cultural soviètica, a saber, la liberalització després de la mort de Ióssif Stalin (Desglaç de Khrusxov). Fins i tot els viatges d'Ehrenburg va trobar una gran resposta, però sobretot la seva autobiografia Anys de vida humana, que pot ser considerada com la seva obra més famosa i més debatuda. De particular importància fou la publicació, juntament amb Vassili Grossman, del Llibre Negre, sobre el genocidi dels jueus soviètics, la primera documentació important de l'Holocaust. D'altra banda, Ehrenburg va publicar diversos poemaris.

## Biografia

### Origen jueu i jove revolucionari
Ehrenburg va néixer a Kíiv, llavors Imperi Rus, al si d'una família jueva secular de classe mitjana. El seu pare, Guerx Guerxanóvitx (Guerx Guérmanovitx, Grigori Grigórievitx) Ehrenburg (1852-1921), era enginyer i comerciant; la mare, Khana Bérkovna (Anna Boríssovna) Ehrenburg (nascuda Arinstein, 1857-1918), era mestressa de casa. Tenia una germana gran Mania (Maria, 1881-1940?). La família vivia a la casa del seu avi patern -un comerciant anomenat Grigori (Guerxon) Ilitx Ehrenburg. Tot i que els seus pares no estaven religiosament compromesos, el petit Ilià va entrar en contacte els costums religiosos del judaisme a través del seu avi matern.
Ilià Ehrenburg mai es va unir a una comunitat religiosa i tampoc no va aprendre jiddisch. Tota la seva producció literària la va escriure en rus, fins i tot durant els seus molts anys d'exili. Però donava gran importància al seu origen i mai va negar la seva condició de jueu. Fins i tot en un discurs de ràdio en el seu 70 aniversari, va dir: «Jo soc un escriptor rus. I mentre al món hi hagi un sol antisemita, respondré amb orgull a la qüestió de la nacionalitat: jueu»
A l'edat de 4 anys, en 1895, la família es va traslladar a Moscou, ja que el seu pare Grigori, que era enginyer, va ser contractat com a director d'una fàbrica de cervesa. Ilià Ehrenburg va estudiar al gymnasium de Moscou, on va conèixer Nikolai Bukharin, que estava dos cursos per damunt d'ell. Van mantenir la seva amistat fins que Bukharin va ser executat durant la Gran Purga de 1938.
Durant la Revolució Russa de 1905, Ehrenburg i Bukharin, llavors estudiants de secundària, van participar en manifestacions massives que van ser violentament reprimides. A l'any següent es va unir a un grup clandestí bolxevic. Ehrenburg distribuïa il·legalment els diaris del partit i pronunciava discursos en les fàbriques i en les casernes.
En 1907 va ser expulsat de l'escola i, uns mesos després, al 1908, va ser arrestat per la policia secreta tsarista, l'Okhrana, quan Ehrenburg tenia disset anys. Va passar cinc mesos a la presó, on va ser colpejat (fins i tot li van trencar algunes dents). Va ser posat en llibertat a l'espera de judici, però al desembre es va exiliar a França. Ehrenburg va triar París com a lloc d'exili, ja que Lenin hi era en aquell moment.
A París va començar a escriure poemes, sota la influència de les obres de Paul Verlaine, Francis Jammes i Konstantín Bàlmont, i a més es va fer amic de Picasso, Apollinaire i Fernand Léger.
Durant la Primera Guerra Mundial, Ehrenburg va ser corresponsal al front. El seu poema Oració per Rússia rus: Молитва о России Molitva o Rossii, va ser publicat en 1917. Després de tornar al seu país d'origen, va viure a Kíev (on va treballar com a professor), Khàrkiv, Kertx, Feodòssia i Moscou. També va viatjar a Geòrgia amb Óssip Mandelxtam. En aquella època mantenia una amistat amb Vladímir Maiakovski, Marina Tsvetàieva, Serguei Iessenin, i Borís Pasternak, el qual llegiria els seus poemes. Més tard Ehrenburg criticaria la famosa novel·la de Pasternak Doctor Givago  per considerar-la falsa. Van ser sonats els seus romanços amb Liselotte Mehr Jadviga Sommer. En el seu primer matrimoni (1910-1913) amb Ekaterina Schmidt va tenir una filla, Irina. En 1919 es va casar amb la seva cosina Liúbov Kózintseva, germana del director de cinema Grigori Kózintsev.
Per bé que simpatitzava amb la revolució, no es va sentir a gust amb el que passava a la Unió Soviètica i va marxar el 1921. Aquest any va escriure la que els crítics han considerat la seva millor novel·la, Les extraordinàries aventures de Julio Jurenito rus: Необычайные похождения Хулио Хуренито Neobitxainie pokhokdenia Khulio Khurenito, on ridiculitza l'Occident capitalista i el sistema soviètic. Va viure a Berlín i Brussel·les i des de 1925, a París.
En proclamar-se la Segona República Espanyola el 1931 va viatjar amb freqüència a Espanya com a corresponsal i va escriure Espanya, república de treballadors (1932). En el I Congrés de la Unió d'Escriptors Soviètics a Moscou, el 1934, es va oposar a les tesis de Maksim Gorki que advocava per la doctrina del realisme socialista.

### Guerra Civil Espanyola, la Gran Purga, pacte Mólotov-Ribbentrop
Al començament de la Guerra Civil espanyola, Izvèstia vacil·là, en un primer moment, a l'hora d'enviar Ehrenburg a Espanya -fins que aquest se'n va anar, a finals d'agost de 1936, pel seu compte. Inicialment es va quedar principalment a Catalunya, on va ser rebut entre d'altres pel president Companysi, a finals del 1936, ja havia escrit prop de 50 articles. Però no es va limitar al paper del corresponsal de guerra; es va comprar un camió, un projector de cinema i una impremta, va parlar a reunions, va exhibir pel·lícules (p.ex Txapàiev) i va escriure i imprimir diversos diaris i fullets multilingües. No obstant això, la seva amistosa relació amb el dirigent anarquista Buenaventura Durruti, que havia conegut en un viatge a Espanya el 1931, el va beneficiar. Ehrenburg, Durruti i els anarquistes, tot i els seus punts de vista i lleialtats polítiques divergents, sempre van manifestar-se gran simpatia, tant en aquell moment com en la seva autobiografia.
El 1937 Ehrenburg va viatjar molt per Espanya, a tots els sectors del front. Al febrer es va reunir amb Ernest Hemingway i es van fer amics. Ehrenburg va ser també un dels organitzadors del Segon Congrés Internacional d'Escriptors per a la Defensa de la Cultura, que després es va reunir al juliol com un "circ ambulant" (Ehrenburg) per primera vegada a València, a Madrid i finalment a París -entre els participants hi havia André Malraux, Octavio Paz i Pablo Neruda. Va continuar informant sobre la guerra, però no va escriure res sobre l'augment de les sagnants purgues de comunistes, com ara al POUM. Els seus biògrafs suposen que Ehrenburg va evitar deliberadament posicionar-se públicament sobre aquest tema, també sota la influència de les notícies inquietants dels primers judicis de Moscou.
En el mateix any va arribar la ruptura amb André Gide. Ehrenburg havia intentat, sense èxit, que renunciés a la publicació del seu informe crític sobre el seu viatge a la Unió Soviètica (Retour de l'URSS) tot dient
| « | La crítica de Gide és objectivament correcta, però políticament inadequada, ja que només ataca els aliats de la República espanyola. | » |

Quan Gide finalment va signar una carta oberta a la República espanyola sobre la sort dels presos polítics detinguts a Barcelona, Ehrenburg el va atacar públicament: guardava silenci per assassinats dels feixistes espanyols i la passivitat del govern del Front Popular francès, però acusava la lluitadora República Espanyola.
Directament des dels combats al voltant de Terol, Ehrenburg va viatjar el Nadal 1937 amb la seva dona a Moscou i va visitar la seva filla Irina, que vivia amb el seu marit Borís Lapin des del 1933. Es va trobar atrapat en la fase àlgida de la Gran Purga. Ehrenburg va aconseguir un passi de visitant per al judici del seu amic Bukharin en el que aquest fou condemnat a mort. Més tard va escriure: "Tot se sentia com un somni insuportablement pesat [...]. Fins i tot ara no entenc res, i El procés de Kafka em sembla fins i tot una obra realista, molt sòbria". Com de prop estigué de la "desaparició" es va saber després: Karl Radek l'havia descrit, sota tortura, com un conspirador trotskista, i Bàbel i Meyerhold haurien de fer el mateix un any després. Una apel·lació d'Ehrenburg a Stalin perquè el deixés marxar a Espanya fou rebutjada; contra l'opinió de tots els seus amics, va escriure una segona carta personal a Stalin, i li fou permès de marxar de la Unió Soviètica amb la seva dona al maig de 1938.
En els mesos següents Ehrenburg va informar Izvéstia de l'última ofensiva de la República Espanyola a l' Ebre, de l'èxode d'Espanya dels refugiats i de les condicions en els camps de detenció en què van ser enviats a França. També va aconseguir obtenir, amb l'ajut de Malraux i altres col·legues escriptors, la sortida d'artistes i amics dels camps. També va atacar en els tons més aguts la política francesa, en particular, la creixent tendència a la cooperació amb l'Alemanya nazi, que va culminar amb l'Acord de Múnic, i el creixent antisemitisme a la pròpia França.

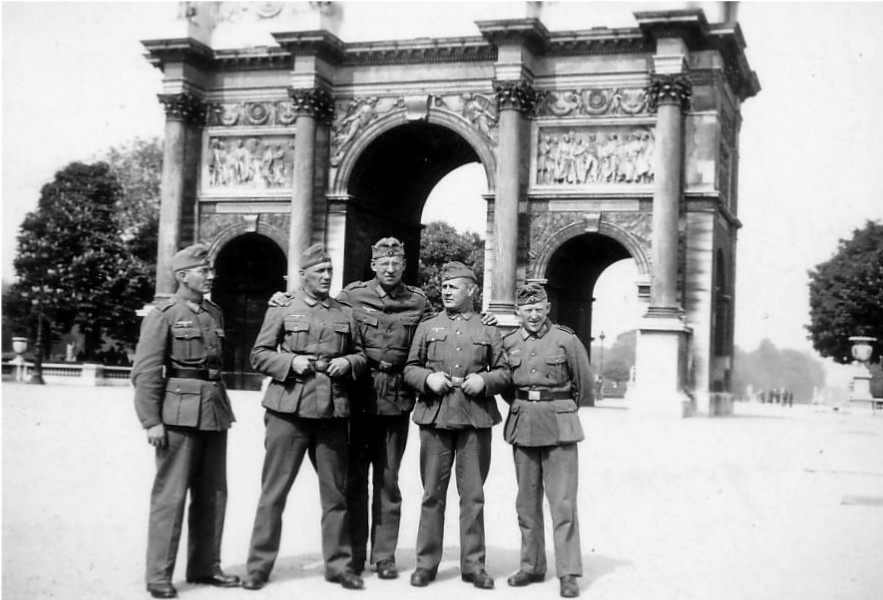
La "Caiguda de París“ – Soldats alemanys el 1940 al costat de l'Arc de Triomf del Carrousel

Al maig de 1939 els seus articles per a Izvèstia de cop i volta ja no foren impresos, tot i que se li va continuar pagant el seu sou. La raó és, probablement, que la Unió Soviètica estava considerant un canvi de política - la política de front popular antifeixista cap al pacte de no agressió amb Alemanya en vista de la política de les potències occidentals de no intervenció davant Alemanya. Quan es va informar del pacte Molotov-Ribbentrop a l'agost, Ehrenburg va patir un col·lapse. No va poder menjar durant mesos, només prenia aliment líquid i va perdre molt de pes; els seus amics temien que s'acabés matant a si mateix.Després de l'ocupació alemanya de França es va refugiar a l'ambaixada soviètica. Els Ehrenburg es van estar sis setmanes en una habitació a l'ambaixada soviètica, fins que van poder sortir cap a Moscou.
Fins i tot allà, Ehrenburg no era benvingut; L'Izvèstia ja no li publicava els seus articles. A principis de 1941 va aparèixer la primera part de la seva novel·la La caiguda de París rus: Падение Парижа Padénie Parija a la revista literària Znàmia, rus: Зна́мя ("bandera"), tot i que amb gran dificultat, ja que qualsevol al·lusió al terme "feixista" queia víctima de la censura (i havia de ser substituït per reaccionari). La segona part va ser bloquejada durant mesos; només després que hagués començat invasió alemanya de la Unió Soviètica, podria aparèixer la tercera part. 1942 Ehrenburg va rebre el Premi Stalin per la seva obra, sota circumstàncies polítiques completament canviades.

### Corresponsal de guerra i cronista de l'Holocaust
Pocs dies després de la invasió nazi a la Unió Soviètica, Ehrenburg es va incorporar al departament editorial del diari de l'exèrcit soviètic, Kràsnaia zvezdà ("Estrella Roja") com a corresponsal de guerra. Els seus textos també van ser publicats en gran quantitat d'altres mitjans soviètics. En els gairebé quatre anys de guerra, va escriure prop de 1500 articles, dels quals gairebé 450 van ser al Kràsnaia zvezdà. També va escriure per a la United Press, La Marseillaise (l'òrgan de la França Lliure), així com en mitjans britànics, suecs i molts altres mitjans de comunicació impresos. En reiterades oportunitats va fer visites als fronts de guerra, algunes al costat de corresponsals de guerra nord-americans, com Leland Stowe.
Els articles d'Ehrenburg van gaudir de gran popularitat, especialment entre els soldats soviètics, així com entre els aliats de la Unió Soviètica. Charles de Gaulle el va felicitar per l'Orde de Lenin rebuda en 1944 pels seus articles de guerra, i li va concedir el 1945 la medalla de Cavaller de la Legió d'Honor.
Ehrenburg va tenir un paper especial durant la Segona Guerra Mundial en la documentació de l'Holocaust. L'agost de 1941, va tenir lloc una trobada de prominents ciutadans jueus soviètics a Moscou. Solomon Mikhóels, Pérets Màrkix, Solomon Lozovski, Xakhno Epstein i Ilià Ehrenburg entre d'altres, es van reunir per incentivar la comunitat internacional a incrementar el suport polític occidental a la Unió Soviètica contra l'Alemanya Nazi durant la Gran Guerra Pàtria. Aquests van ser els inicis del Comitè Jueu Antifeixista, que va ser establert a Kúibixev, actual Samara, Rússia, a l'abril de 1942 amb el suport de les autoritats soviètiques.
Juntament amb altres escriptors soviètics, com ara Vassili Grossman, va ser dels primers a contemplar els recentment alliberats camps de concentració nazis i en denunciar l'Holocaust. Va començar a reunir informes sobre la massacre alemanya dels jueus, en el que seria la primera documentació completa del món sobre la Xoà, el Llibre Negre sobre el genocidi dels jueus soviètics, amb una participació substancial i amb el suport de les organitzacions i personalitats jueves nord-americanes (incloent a Albert Einstein), va ser dissenyat i va ser programat per a un llançament simultani en els Estats Units  i la Unió Soviètica. Ehrenburg i Grossman es van exercir com a editors, aportant els seus informes. Els col·laboradors van ser Margarita Aliguer, Avrom Sútskever, Solomon Mikhóels i l'hispanista i corresponsal de TASS a Espanya en 1937-1939 Ovadi Sàvitx. Ehrenburg considerava especialment important una publicació a la Unió Soviètica perquè coneixia molt bé l'antisemitisme dels seus conciutadans. Ehrenburg fou destacat membre del Comitè Jueu Antifeixista creat el 1942.
Els informes recopilats estaven a Znàmia i l'edició en jiddisch es troba en la col·lecció Merder Fun Felker, però hi havia cada vegada més problemes amb la censura soviètica, ja que els informes sobre les víctimes i els combatents jueus estaven considerats com una aberració nacionalista. Finalment, en 1947 el cap de propaganda de Stalin, Andrei Jdànov, va prohibir la publicació del Llibre negre, en què es recollien documentació i testimonis.

### La propaganda de guerra durant la Segona Guerra Mundial
En el curs de l'avanç soviètic davant del Tercer Reich, Ehrenburg també es va fer cèlebre per la seva apologia de la violència més extrema en resposta a la dels alemanys durant l'operació Barbarroja: «a partir d'aquest moment hem entès que els alemanys no són humans », va escriure el 1942, exhortava a «no salvar el fill al ventre de la seva mare» i, com a exemple davant les violacions massives, les va considerar un acte adequat per elevar la moral dels soldats.
| «                                                                                        | (rus) Мы поняли: немцы не люди. Отныне слово «немец» для нас самое страшное проклятье. Отныне слово «немец» разряжает ружьё. Не будем говорить. Не будем возмущаться. Будем убивать. Если ты не убил за день хотя бы одного немца, твой день пропал. Если ты думаешь, что за тебя немца убьёт твой сосед, ты не понял угрозы. Если ты не убьёшь немца, немец убьёт тебя. Он возьмёт твоих [близких] и будет мучить их в своей окаянной Германии. Если ты не можешь убить немца пулей, убей немца штыком. Если на твоём участке затишье, если ты ждёшь боя, убей немца до боя. Если ты оставишь немца жить, немец повесит русского человека и опозорит русскую женщину. Если ты убил одного немца, убей другого — нет для нас ничего веселее немецких трупов. Не считай дней. Не считай вёрст. Считай одно: убитых тобою немцев. Убей немца! — это просит старуха-мать. Убей немца! — это молит тебя дитя. Убей немца! — это кричит родная земля. Не промахнись. Не пропусти. Убей! | (català) Adoneu-vos-en: els alemanys no són éssers humans. D'ara en endavant la paraula "alemany", per a nosaltres, és la més terrible maledicció. D'ara en endavant, quan sentis la paraula "alemany" descarrega l'arma. No diguis res. No t'indignis. Anem a matar. Si no has matat almenys un alemany al dia, és un dia perdut. Si no creus que els alemanys mataran el teu veí, no entens l'amenaça. Si no mates els alemanys, els alemanys et mataran a tu. Agafaran els teus [éssers estimats] i els turmentaran en la seva desgraciada Alemanya. Si no pots matar un alemany amb una bala, fes-ho amb una baioneta. Si la teva zona està tranquil·la, si estàs esperant per a la batalla, mata almenys un alemany abans del combat. Si deixes un alemany viu, ell penjarà un home rus i violarà una dona russa. Si ja has matat un alemany, mata'n un altre. Res ens és més grat que un munt de cadàvers d'alemanys. No comptis els dies. No comptis les verstes. Pensa només en una cosa: els alemanys et van matar a tu. Mata els alemanys! - T'ho demana la vella mare. Mata els alemanys! - T'ho demana el nen. Mata els alemanys! - És un crit de la terra natal. No ho oblidis. No ho deixis passar. Mata! | » |
| — Ilià Ehrenburg, Mata els alemanys!, "Kràsnaia zvezdà" 24 juliol 1942 (num. 173 [5236]) | | |   |

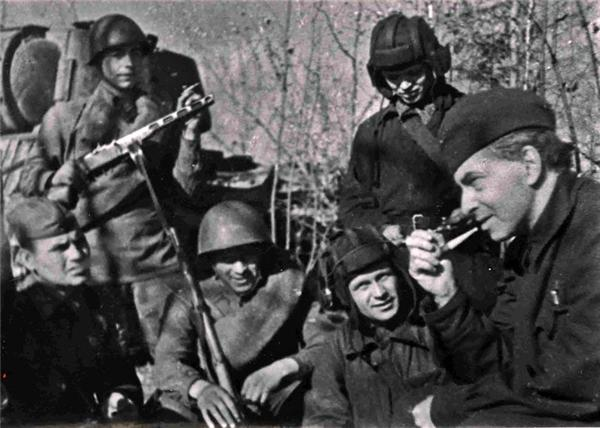
Ilià Ehrenburg (dreta) amb les tripulacions dels tancs al front, any 1942

Ilià Ehrenburg i Konstantín Símonov són els autors de la consigna "Mata els alemanys!" rus: Убей немца! Ubei nemtsa!, Que és àmpliament utilitzat en cartells, i - com a títol - en volanders amb cites de l'article d'Ehrenburg "Mata!" (publicat el 24 de juliol de 1942.). Per mantenir l'eficàcia de la consigna als diaris soviètics de l'època, es van crear seccions especials (un dels noms comuns, "Has matat algun alemany avui?"), que publicaven cartes-informes sobre el nombre de soldats soviètics morts pels alemanys i les seves formes de destrucció. Adolf Hitler personalment donà l'ordre de capturar i penjar Ehrenburg. La propaganda nazi li va donar a Ehrenburg el sobrenom de "jueu domèstic de Stalin."
| «                                                                                  | Els sermons d'odi d'Ilià Ehrenburg, que va portar amb entusiasme a l'Est, el Pla Morgenthau, és a dir el pla que proposava la "castració" territorial d'Alemanya, i n'exigia la rendició incondicional ... donada la resistència d'una molt salvatge naturalesa... La gran majoria d'alemanys no van veure altra opció que lluitar. Fins i tot els opositors més explícites del règim nazi ara s'estan convertint en defensors desesperats de la seva terra natal | » |
| — Walter Lüdde-Neurath. Konets na németskoi zemle ("El final a la terra alemanya") | |   |

Els dies en què l'Exèrcit Roig va travessar la frontera estatal d'Alemanya, a la part superior de les accions soviètiques a Alemanya, es van interpretar com el compliment de la missió de l'alliberament de l'Exèrcit Roig - l'alliberador d'Europa, i de fet del poble alemany envers el nazisme. I per això després de l'article d'Ehrenburg "Prou!" rus: Хватит Khvàtit, publicat a "Kràsnaia zvezdà" l'11 d'abril de 1945 hi va haver un article de resposta del director adjunt del Departament d'Agitació i Propaganda del Comitè Central del PCUS Gueorgui Aleksàndrov titulat "El camarada Ehrenburg simplifica"
(Diari "Pravda»). 

### Durant la Guerra Freda
Durant el 1945, Ehrenburg va viatjar per Europa Oriental, va assistir als judicis de Nuremberg i va publicar-ne informes. Combinava grans esperances amb el final de la guerra, però varen resultar ser il·lusòries, perquè aviat van començar els primers signes de la Guerra Freda. Juntament amb Konstantín Símonov i un altre periodista, Ehrenburg, el 1946, poc després del famós discurs de Winston Churchill sobre el teló d'acer, va fer un viatge als Estats Units com a corresponsal del diari Izvéstia. Atès que era de lluny el periodista soviètic més experimentat a l'hora de tractar amb els mitjans de comunicació occidentals, va esdevenir una mena d'ambaixador de la política soviètica. Aprofità l'ocasió per visitar Albert Einstein i parlar amb ell sobre la publicació del Llibre Negre, i va sorprendre els seus amfitrions amb el desig de visitar els estats del sud per informar sobre la discriminació racial que es produïa allà - la qual cosa va poder fer. Més tard va defensar repetidament la política exterior soviètica a les conferències de premsa, per exemple al Regne Unit, i en articles de premsa.
El 1947 va aparèixer la gran novel·la de guerra d'Ehrenburg, Tempesta, rus: Буря Búria, que per primera vegada descrivia amb criticisme l'amor d'un membre de la resistència francesa per un ciutadà soviètic a la Unió Soviètica a la crítica, però llavors el 1948 va rebre el Premi Stalin. Una novel·la de la Guerra Freda, La novena onada rus: Девятый вал Deviati val, es va publicar en 1951 -va ser l'únic llibre al qual va renunciar per complet Ehrenburg un mica més tard, ja que artísticament fou un complet fracàs. El 1951 també es va començar a treballar en una (incompleta) edició de les seves "Obres Completes", però sota intenses disputes per la censura de molts llibres (fins a la demanda d'abolir els noms dels herois que sonaven com a jueus). Amb aquests ingressos, Ehrenburg es va poder comprar una datxa a Novi Ierussalim (Istra) a prop de Moscou.
Des de 1948 Ehrenburg, juntament amb el físic francès Frédéric Joliot-Curie, va tenir un paper destacat en els "partidaris de la pau" (més endavant: Consell Mundial de la Pau), per al qual el seu vell amic de Picasso va dibuixar el famós colom de la pau. Ehrenburg estigué entre els autors de l'apel·lació d'Estocolm del 1950, per una prohibició de les armes nuclears, que va rebre milions de signatures a tot el món. A Estocolm va conèixer la seva última amant que es va casar amb un polític suec Liselotte Mehr, que més que més tard va tenir un paper important en la decisió d'escriure la novel·la Desglaç i les seves memòries. El 1952 va rebre el Premi Stalin de la Pau per la seva tasca a favor del moviment de la pau.
A la Unió Soviètica havien començat el 1946, poc després de la guerra, noves onades de repressió, iniciades per la campanya de Jdànov contra els "aduladors d'Occident", que fou dirigida primer contra escriptors com Akhmàtova. Ehrenburg va mantenir contacte amb Akhmàtova i Pasternak i va ajudar la vídua del seu amic Óssip Mandelxtam, Nadejda Mandelstam, però no s'oposà obertament a la campanya. Aviat la política interna soviètica va prendre un gir antisemita, que es va fer evident amb la prohibició del Llibre Negre i va continuar amb l'assassinat, disfressat d'accident automobilístic, de Solomon Mikhóels per part de l'NKVD. La Unió Soviètica fou, no obstant això, el segons país del món a reconèixer el recentment format estat d'Israel (després de Txecoslovàquia).
Ehrenburg va lloar el 1948 al funeral per la mort de Mikhóels el seu efecte estimulant sobre el judaisme i els combatents jueus a Palestina. Però una mica més tard, el 21 setembre de 1948 va escriure un article a pàgina completa per al diari Pravda, en resposta a una carta (probablement fictícia) d'un jueu de Múnic que suposadament li preguntava si li aconsellaria d'emigrar a Palestina. Ehrenburg li va escriure que l'esperança de judaisme no es trobava a Palestina sinó a la Unió Soviètica. El que lliga els jueus no és la sang que flueix per les seves venes, sinó la sang que han vessat i encara vessen els seus assassins; la solidaritat jueva no pot ser nacional, per tant, és més aviat la "solidaritat dels humiliats i insultats". L'article s'ha entès comunament com un senyal d'un canvi de sentit soviètic: un prominent jueu soviètic es girava en contra del sionisme a Pravda. Era cert que l'article havia estat encarregat aparentment per Stalin, però el seu contingut es corresponia bastant amb el que ja havia representat. D'altra banda, Ehrenburg estava prou al cas del creixent antisemitisme a la Unió Soviètica i en especial sobre l'augment de la persecució dels jueus per part de Stalin, que va evitar esmentar en el seu text. Per tant, l'article fou interpretat per Arno Lustiger i Joshua Rubenstein com una advertiment, com un intent de Ehrenburg de frenar l'eufòria dels jueus soviètics amb relació a Israel; però també va causar una gran confusió i consternació. Ewva Bérard va citar una declaració de l'ambaixador d'Israel: "Mai nos seràs tan ben trait com quan ho ets pel teu propi poble."
El 1949 es l'any de la campanya contra els cosmopolites desarrelats, en el curs de la qual gairebé tots els principals membres del Comitè Jueu Antifeixista van ser detinguts i assassinats, i el 1952 es va produir el procés del complot dels metges. Al febrer de 1949, els textos d'Ehrenburg, de cop i volta ja no s'imprimien, i en una reunió multitudinària el membre del Comitè Central del PCUS Fiódor Goloventxenko, faltant a la veritat, proclamà la detenció del "cosmopolita" Ehrenburg.No obstant això, amb una crida personal a Stalin, Ehrenburg va aconseguir, després de dos mesos, que se li aixequés la prohibició de publicar. El 1952/1953 va circular una carta oberta entre els escriptors jueus, que aprovava les mesures contra els "metges assassins" i possiblement feia una crida a la deportació dels jueus soviètics a Birobidjan; Ehrenburg es va negar a firmar-la tot i les considerables pressions que va rebre perquè ho fes. Malgrat les reiterades peticions en aquest sentit, mai va estar d'acord a donar suport a les campanyes antisemites, sinó que es va limitar a no fer cap comentari sobre la persecució dels jueus i dissidents a la Unió Soviètica, i va seguint escrivint les lloes a Stalin habituals.
Ehrenburg s'havia convertit en una persona molt coneguda durant aquells anys, d'una banda a causa de les seves activitats de propaganda a la guerra, que li havia donat una gran popularitat, i d'altra banda, a causa dels seus nombrosos contactes i trobades internacionals. La reputació adquirida per tant li va salvar de la persecució estalinista i al mateix temps va donar a la seva veu un pes considerable en els anys següents.

### Desglaç
Stalin va morir el 5 de març de 1953, a l'abril, els acusats del "complot dels metges" van ser absolts, Lavrenti Béria va ser detingut al juny i posteriorment executat. Va seguir un període d'incertesa, mentre la societat soviètica evolucionaria. En l'hivern d'aquest any, Ehrenburg va escriure la seva última novel·la, Desglaç. Amb una eufòria moderada, parlava del començament de la primavera en una ciutat de províncies, i en paral·lel de la caiguda d'un director de fàbrica burocràtic i la història d'amor de la seva esposa amb un enginyer. El nom de Stalin no apareix, però el complot dels metges i els exiliats a camps de treball són casuals esmentada per primera vegada en la literatura soviètica.
El text va ser publicat a l'abril de 1954 inicialment a Znàmia i va empènyer immediatament a fortes reaccions. Fins i tot el títol va ser considerat qüestionable, ja que feia que l'època de Stalin aparegués massa negativa, com un període de gel; l'editor del diari s'hauria estimat més veure "renovació" o "una nova etapa". En les revistes literàries es publicaren comentaris mordaços, entre d'altres de Konstantín Símonov que retreia a Ehrenburg que hagués dibuixat un quadre ombrívol de la societat socialista. Al Segons Congrés de la Unió d'Escriptors Soviètics, celebrat al desembre, Mikhaïl Xólokhov i Aleksei Surkov van atacar la novel·la en els tons més aguts (i amb matisos antisemites). La publicació com a llibre es va retardar durant dos anys. A principis del 1963 Nikita Khrusxov va rebutjar personalment el Desglaç com una de les obres que "mal definien o només il·luminaven una banda dels esdeveniments vinculats amb el culte a la personalitat" No obstant això, tot i la ferotge crítica del llibre, aquest va ser un gran èxit tant a l'URSS com a l'estranger, i van aparèixer nombroses traduccions. La imatge lingüística del títol de la novel·la va prevaldre; El llibre d'Ehrenburg va marcar el començament del Desglaç, una fase de la liberalització de la política cultural soviètica i la rehabilitació de les víctimes de la persecució estalinista.
En els anys següents, Ehrenburg va treballar intensament per a la rehabilitació dels escriptor perseguits i morts durant l'estalinisme. Va escriure una sèrie de prefacis, entre d'altres per a un volum de narrativa d'Isaak Bàbel i un llibre de poesia de Tsvetàieva; en el cas del llibre de Bàbel, s'ho va manegar per aconseguir l'alliberament tot declarant que els seus amics a Occident esperaven desesperadament el manuscrit anunciat i promès. També va parlar als actes commemoratius, com ara els de l'assassinat Pérets Màrkix. Ambivalent fou la seva resposta al Premi Nobel de Literatura del seu amic Borís Pasternak, en 1958, per la novel·la Doctor Jivago: Es va negar a participar en les accions contra Pasternak (per exemple, la seva exclusió de la Unió d'escriptors), i va emfasitzar públicament la seva estima per Pasternak, la seva lírica i parts de la seva novel·la, però també va expressar crítiques al llibre i va acusar Occident d'utilitzar el llibre per als seus objectius propis durant la Guerra Freda.
Simultàniament Ehrenburg va batallar perquè es publiqués a l'URSS l'art i la literatura occidentals. Així la primera exposició de Picasso el 1956, cal agrair-la fonamentalment a la feina d'Ehrenburg. També va tenir èxit amb la publicació d'un llibre sobre Picasso, a qui li va escriure el prefaci. Va contribuir també amb la publicació de les traduccions al rus d'Ernest Hemingway, Alberto Moravia, Paul Éluard i Jean-Paul Sartre. Finalment, el 1960, va aparèixer El diari d'Anne Frank en rus, altre cop amb un prefaci obra d'ell.
A més de pròlegs i articles de premsa de l'època, Ehrenburg va escriure una sèrie d'assajos literaris, dels quals especialment Els ensenyaments de Stendhal (1957) i Txékhov rellegits (1959) van tenir un gran efecte. Aquests assajos sobre grans escriptors del segle xix van ser vistos com a comentaris sobre la política cultural actual i, per tant, despertaren fortes crítiques, en particular el rebuig de qualsevol forma de tirania, fins i tot estan benèvolament motivada, i la històrica crítica del dogma de la parcialitat de la literatura era ofensiva.
Ehrenburg va continuar viatjant a bastament: A Xile es va trobar amb Pablo Neruda, a l'Índia amb Jawaharlal Nehru, també va visitar Grècia i Japó. La seva contínua participació en el moviment per la pau també li va permetre nombrosos viatges a l'estranger, els quals utilitzaria per a conèixer Liselotte. Quan en 1956, la revolució i la posterior invasió soviètica d'Hongria va portar a la ruptura entre els participants occidentals i de l'est en el congrés de pau, Ehrenburg va respondre amb una crida al pluralisme en el camp de la pau.

### Gent, anys, vida
El 1958 Ilià Ehrenburg va començar a treballar en la seva autobiografia Gent, anys, vida rus: Люди, годы, жизнь Liudi, godi, jizn. Aquest treball a gran escala de més de 1.000 pàgines inclou sis llibres. Conté, entre altres coses, una sèrie de retrats literaris de tots els seus companys, incloent molts del llibres o imatges a la Unió Soviètica encara no s'havien imprès o mostrat; exemples d'això són Óssip Mandelxtam, Vsévolod Meierhold i el pintor Robert Falk. També informa de les pròpies actituds i sentiments dels grans esdeveniments de l'època, incloent entre altres coses les purgues de Stalin. La vida privada segueix sent en gran manera ignorada.
L'abril del 1960 Ehrenburg va oferir el manuscrit del primer volum a Novi Mir ("Nou Món"), una revista literària liberal dirigida per Aleksandr Tvardovski. Es va iniciar una llarga batalla contra la censura sobre nombrosos passatges del text. Una vegada i una altra es va aturar la impressió. Inicialment es tractava sobretot de Nikolai Bukharin, el retrat del qual Ehrenburg, tot i una crida personal a Khrusxov no podia posar al volum; només va aconseguir posar el nom de Bukharin en una cita d'un informe de l'Okhrana de 1907, que contenia una llista dels agitadors bolxevics. La secció sobre Bukharin no es va publicar fins als anys 1990. Les dificultats augmentaren també amb la progressió de les memòries. El capítol sobre Pasternak va ser suprimit inicialment i només després de les violentes protestes d'Ehrenburg va tornar a ser inclòs.
El quart llibre contenia la descripció de l'època de la Guerra Civil espanyola i la Gran Purga sota Stalin. Aquí va aixecar força polseguera una frase retrospectiva sobre el lideratge polític: "Moltes coses no es podien admetre ni tan sols amb la família; només de tant en tant premiem amb fermesa la mà d'un amic; tots vam prendre part en la gran conspiració del silenci". Això implicava que molts, com Ehrenburg, havien tingut coneixement de la persecució de Stalin de persones innocents i no havien fet res per evitar-ho. La "teoria del silenci", com ben aviat es va qualificar, va aplegar les crítiques més vehements, primer a Izvéstia, després en un gran aplec d'escriptors i finalment, el 10 de març de 1963 en un llarg discurs del propi Khrusxov, publicat completament al Pravda. El sisè llibre, sobre el període posterior a la guerra fins a 1953 no va poder ser publicat inicialment perquè va arribar durant els esdeveniments que van provocar la caiguda de Khrusxov; però quan el conservador i repressiu Leonid Bréjnev hagué consolidat el seu poder el 1965, va aparèixer també l'últim llibre que Bréjnev ara ja podia permetre.
El 1966 Ehrenburg va començar amb un setè llibre, incomplet, de Gent, anys, vida, en el qual va escriure fins a la seva mort. Els intents d'Ilià i Liuba Ehrenburg de publicar els capítols complets en revistes revistes oficials soviètics no van tenir èxit. Diversos extractes van aparèixer al 1969 a la publicació samizdat "Diari Polític" per Roi Medvédev i molts anys després, el 1987, en el curs de glàsnost, a la revista Ogoniok, rus: Огонёк ("flameta"); fins al 1990 no es va poder publicar el text complet.
No només en la seva autobiografia sinó també en altres temes, Ehrenburg continuà cercant la rehabilitació dels escriptors perseguits sota l'estalinisme i va tractar de treballar en contra d'una política cultural repressiva. Va recolzar Ievgueni Ievtuixenko quan el seu poema sobre Babi Iar fou criticat violentament el 1961 per posar en relleu les víctimes jueves; El 1965 va dirigir el primer acte en memòria d'Óssip Mandelxtam a Moscou; i va signar el 1966 una petició en contra de la condemna dels escriptors Andrei Siniavski i Iuli Daniel a set i cinc anys de camp de treball, respectivament.
A principis del 1958 Ehrenburg va començar a patir els primers de càncer de pròstata, al qual se li afegiria més tard un càncer de bufeta. El 7 d'agost de 1967, va patir un atac de cor al jardí de la seva datxa. Malgrat les peticions urgents tant de la seva esposa com de la seva amant Liselotte Mehr, es va negar a anar a l'hospital. El 31 d'agost, l'escriptor moria a Moscou. Està enterrat al cementiri de Novodévitxi.

## Obres destacades
- Les extraordinàries aventures de Julio Jurenito (1921) rus: Необычайные похождения Хулио Хуренито Neobitxainiie pokhojdenia Khulio Khurenito
- 13 Pipes(1925) rus: Тринадцать трубок Trinadtsat trubok
- Estiu 1925 (1926) rus: Лето 1925 года Leto 1925 goda
- La turbulenta vida de Lasik Roitschwantz (1928) rus: Бурная жизнь Лазика Ройтшванеца Burnaia jizn Lazika Roitxvanetsa
- Fàbrica de somnis (1931) rus: Фабрика снов Fabrika snov
- Espanya (1932) rus: Испания Ispània[34]
- El dia segon (1934) rus: День второй Den vtoroi
- A la nit, en el camí ("No passaran") (1936) rus: Ночью на дороге Notxiu na dorogue en línia aquí Arxivat 2017-02-02 a Wayback Machine. (rus)
- Temperament espanyol (1937) rus: Испанский закал Ispanski zakal en línia aquí Arxivat 2017-02-02 a Wayback Machine. (rus)
- La caiguda de París (1941) rus: Падение Парижа Padenie Parija
- La tempesta (1949) rus: Буря Búria
- La novena onada (1952) rus: Девятый вал Deviati val
- El desglaç (1954) rus: Оттепель Ottepel
- Gent, anys, vida (1960) rus: Люди, годы, жизнь Liudi, godi, jizn
- La relectura de Txèkhov (1962) rus: Перечитывая Чехова Peretxitivaia Txekhova